# Amtsgericht Tempelburg
Das Amtsgericht Tempelburg war ein preußisches Amtsgericht mit Sitz in Tempelburg, Provinz Pommern.

## Geschichte
In Tempelburg bestand von 1849 bis 1879 die Gerichtskommission Tempelburg des Kreisgerichts Neustettin. Das königlich preußische Amtsgericht Tempelburg wurde mit Wirkung zum 1. Oktober 1879 als eines von zwölf Amtsgerichten im Bezirk des Landgerichtes Köslin im Bezirk des Oberlandesgerichtes Stettin gebildet. Der Sitz des Gerichtes war Tempelburg. Sein Gerichtsbezirk umfasste aus dem Kreis Neustettin den Stadtbezirk Tempelburg und die Amtsbezirke Altenwalde, Draheim, Heinrichsdorf, Klaushagen, Klöperfier, Liepenfier, Lubow, Pielburg, Rackow, Neu-Wuhrow und Zicker. Am Gericht bestanden 1880 zwei Richterstellen. Das Amtsgericht war damit ein mittelgroßes Amtsgericht im Landgerichtsbezirk.
Im Jahre 1945 wurden der größte Teil Pommerns, darunter der Sprengel des Amtsgerichtes Tempelburg, unter polnische Verwaltung gestellt und die deutschen Bewohner vertrieben. Damit endete die Geschichte des Amtsgerichtes Tempelburg.